# Donna Moore
Donna Moore (nacida en 1980) es una atleta de fuerza británica y ganadora de las competencias de la mujer más fuerte del mundo de 2016, 2017 y 2019, campeona mundial del Arnold Strongwoman de 2016 y 2017, y Campeona del Arnold Strongwoman Classic de 2018.
Actualmemte reside en Colburn, North Yorkshire, en Inglaterra.

## Victorias
- La mujer más fuerte del mundo 2016 - 1er lugar
- La mujer más fuerte del mundo 2017 - 1er lugar
- La mujer más fuerte del mundo 2019: 1.er lugar
- 2018 Arnold Pro Strongwoman - 1er lugar
- Campeonato Mundial Arnold Amateur Strongwoman 2016 - 1er lugar
- Campeonato Mundial Arnold Amateur Strongwoman 2017 - 1er lugar
- 2019 Arnold Pro Strongwoman - 2do lugar
- La mujer más fuerte del mundo 2018: 2do lugar
- 2021 La máxima mujer fuerte del mundo: 2do lugar
- 2023 Australia's Strongest International (Mujeres) - 3er lugar
- La mujer más fuerte del mundo sub-82 2022: 3.er lugar

## Récords personales
- Piedras del Atlas, 171 kg (377 lb) (serie 2020 World's Ultimate Strongman, Hazañas de fuerza) antiguo récord mundial
- Max Atlas Stone (No tacky), 147 kg (324 lb) (2018) Récord mundial[7]
- 7 de las 9 piedras de Ardblair cargándolas en 37,14 segundos (Highland games de 2019 y Highland Games de Rattray) Récord mundial[8]